# Прахатице
Прахатице (чеш. Prachatice) су град у Чешкој Републици, у оквиру историјске покрајине Бохемије. Прахатице су град управне јединице Јужночешки крај, у оквиру којег је седиште засебног округа Прахатице.

## Географија
Прахатице се налазе у крајње југозападном делу Чешке републике. Град је удаљен од 150 км јужно од главног града Прага, а од првог већег града, Чешких Будјејовица, 45 км западно.
Град Прахатице је смештен у области југозападне Бохемије. Надморска висина града је око 560 м, па је то један од највиших градова у држави. Кроз Прахатице протиче неколико малих водотока, од којих је најзначајнији Житни поток. Подручје око града је брдовито и пошумљено, док се јужно од града стрмо издиже погранично планинско подручје Шумава.

## Историја
Подручје Прахатица било је насељено још у доба праисторије. Насеље под данашњим називом први пут се у писаним документима спомиње у 11. веку. Град је већ тада био насељен Немцима, али је чешко становништво било бројно у окружењу.
1919. године Прахатице су постале део новоосноване Чехословачке. Ово је веома тешко прихватило месно немачко становништво, које је чинило већину у граду, па је у граду веома брзо прихваћен нацистички покрет. 1938. године Прахатице, као насеље са немачком већином, је оцепљено од Чехословачке и припојено Трећем рајху у склопу Судетских области. У време комунизма град је нагло индустријализован. После осамостаљења Чешке дошло је до опадања активности тешке индустрије и до проблема са преструктурирањем привреде.

## Становништво
Прахатице данас имају око 12.000 становника и последњих година број становника у граду лагано опада. Поред Чеха у граду живе и Словаци и Роми.

## Партнерски градови
- Маутхаузен
- Spiez
- Звољен
- Импрунета
- Грајнет
- Валдкирхен
- Рагачов
- Кастрокаро Терме е Тера дел Соле

## Галерија
- Градска саборна црква
- Стара градска капија
- Градска кућа
- Фабрика „Мадета“